# Santiago (piłka siatkowa kobiet)
Santiago  - żeński klub piłki siatkowej z Dominikany. Swoją siedzibę ma w Santiago de los Caballeros. Został założony w 2007.

## Sukcesy
- Mistrzostwa Dominikany:
  -  2007, 2008